# Караськово
Караськово — деревня в Малоярославецком муниципальном районе Калужской области в составе сельского поселения «Деревня Воробьёво». Высота центра селения над уровнем моря — 194 м.

## Население
| 2002 | 2010 |
| ---- | ---- |
| 7    | ↘6   |

### Гендерный состав
По данным Всероссийской переписи населения 2010 года в гендерной структуре населения мужчины составляли 83,3 % женщины — соответственно 16,7 %.